# Torsten Bauer
Torsten Bauer (* 13. August 1961 in Ost-Berlin) ist ein deutscher Schauspieler.

## Leben
Torsten Bauer wurde am Tag des Berliner Mauerbaus im Ostteil der Stadt geboren. Er wuchs in Hoyerswerda auf und machte sein Abitur in Cottbus. An der damaligen Hochschule für Film und Fernsehen „Konrad Wolf“ in Potsdam studierte er Schauspiel und debütierte am dortigen Hans Otto Theater. Nach 1990 gastierte Bauer am Münchner Teamtheater, danach am Theater Augsburg, ehe er für einige Jahre zurück an das Hans-Otto-Theater ging. Mit Beginn der Spielzeit 2003/04 wechselte er schließlich an das Theater Oberhausen, dessen Ensemble er bis heute angehört.
Gelegentlich arbeitet Bauer auch vor der Kamera, debütierte 1986 in dem DEFA-Streifen Blonder Tango. 1987 besetzte Regisseur Erwin Stranka ihn mit einer Hauptrolle in dem Film Liane. Daneben wirkte er unter anderem in einigen Polizeiruf-110-Folgen mit.
Neben der Schauspielerei ist Bauer sportlich aktiv. Er läuft Marathons und Triathlons, wanderte den gesamten Jakobsweg und bestieg 2009 den Mont Blanc.

## Filmografie
- 1986: Blonder Tango
- 1986: Weihnachtsgeschichten (Fernsehfilm)
- 1987: Polizeiruf 110: Abschiedslied für Linda
- 1987: Liane
- 1988: Spuk von draußen – Der Planet Obskura
- 1988: Polizeiruf 110: Amoklauf
- 1989: Der Drache Daniel
- 1990: König Phantasios
- 1991: Heute sterben immer nur die andern
- 1991: Polizeiruf 110: Der Riß
- 1994: Burning Life
- 1994–1996: Ärzte (3 Folgen)
- 2011: Nora oder ein Puppenhaus
- 2017: Von komischen Vögeln

## Auszeichnungen
- 2006: Publikumspreis des Theaters Oberhausen für die Spielzeit 2005/06
- 2007: Kritikerpreis für die Rolle des Jimmy in Blick zurück im Zorn von John Osborne, Regie: Katja Lauken
- 2010: Publikumspreis des Theaters Oberhausen für die Spielzeit 2009/10